# Metchif
Il métchif o mitchif (ortografia inglese michif, deformazione della vecchia parola francese métif , «meticcio»)  è una lingua mista derivata dalla lingua cree e dal francese. La lingua è parlata da una parte della nazione Métis in Canada e nel Nord degli Stati Uniti d'America.

## Presentazione
Il métchif è principalmente composto da sostantivi francesi, da verbi cree ed anche da calchi lessicali di altre Lingue native americane, in particolare l'ojiboué ed il déné. La forma polisintetica dei verbi cree è  presente in tutta la sua complessità nella grammatica del métchif. 
Esempi di derivazione dal francese sono le parole lawm per uomo (francese  homme), salay per sole (soleil) e lo per acqua (eau). Mentre esempi di impronte cree sono i verbi meechishouw da michisiw per mangiare e wawpouw da wâwpiw per vedere.
Nel 1991,  quasi 800 Métis dichiararono di parlare il métchif. Comunque il métchif corre pericolo d'estinzione, infatti, come molte delle lingue amerinde nordamericane, soffre del processo di deriva linguistica verso l'inglese, per cui i giovani parlano quest'ultimo idioma a scapito di quelli tradizionali.

## Sintassi

### Sintagmi nominali
I sostantivi dérivano quasi sempre dal francese.
| Francese     | Michif     | Italiano    |
| ------------ | ---------- | ----------- |
| un fusil     | aeñ fiizii | un fucile   |
| une maison   | aen meezoñ | una casa    |
| le garçon    | li garsoñ  | il ragazzo  |
| la roche     | la rosh    | la roccia   |
| les couteaux | lii kutu   | il coltello |
| son manger / | su mañzhii | il suo cibo |
| sa main      | sa maeñ    | la sua mano |
| mes chiens   | mii shyaeñ | il mio cane |

Il caso dimostrativo porta spesso l'impronta cree.
| Francese       | Michif         | Cree delle pianure       | Italiano      |
| -------------- | -------------- | ------------------------ | ------------- |
| ce garçon-là   | awa li garsoñ  | awa nâpêsis (animato)    | quel ragazzo  |
| cet œuf-là     | ôma li zaef    | ôma wâwi (inanimato)     | quell'uovo    |
| cette roche-là | awa la rosh    | awa asinîy (animato)     | quella roccia |
| ces hommes-là  | neekik lii zom | neekik nâpêwak (animato) | quell'uomo    |

### Ordine delle parole
L'ordine delle parole è, come per il cree, molto libero. Tuttavia, più una frase contiene parole di origine francese, più l'ordine delle parole tende ad assomigliare a quello francese.

### Il Padre Nostro
| Méchif | Francese | Italiano |
| --- | --- | --- |
| Toñ Periinaan | Notre Père | Padre nostro |
| Toñ Periinaan, dañ li syel kayaayeen kiichitwaawan toñ noo. Kiiya kaaniikaanishtaman peetoteiie kaandaweetaman taatochiikateew ota dañ la ter taapishkoch dañ li syel. Miinaan anoch moñ paeñiinaan poneeiiminaan kamachitotamaak, niishtanaan nkaponeemaanaanik anikee kaakiimaiitotaakoyaakuk kayakochii'inaan, maaka pashpii'inaan aayik ochi maachiishiiweepishiwin. Answichil. | Notre Père, qui est aux cieux, Que ton nom soit sanctifié, Que ton règne vienne, Que ta volonté soit faite Sur la terre comme au ciel. Donne-nous aujourd'hui notre pain de ce jour Pardonne-nous nos offenses, Comme nous pardonnons aussi à ceux qui nous ont offensés, Et ne nous soumets pas à la tentation, Mais délivre-nous du mal. Amen. | Padre nostro, che sei nei cieli, sia santificato il tuo nome. Venga il tuo regno. Sia fatta la tua volontà, come in cielo così in terra. Dacci oggi il nostro pane quotidiano. Rimetti a noi i nostri debiti, come noi li rimettiamo ai nostri debitori. Non indurci in tentazione Ma liberaci dal male. Amen. |